# Walter Senner
Walter Senner OP (* 30. Juli 1948 in Auggen; † 3. Juli 2020 in Mainz) war ein deutscher Ordensgeistlicher und römisch-katholischer Theologe, dessen Forschungsschwerpunkte die Ordensgeschichte, Albertus Magnus, Thomas von Aquin, Johannes von Sterngassen und Meister Eckhart einschließen.

## Leben
Senner wuchs in Wiesbaden auf, wo er 1968 sein Abitur auf dem Oraniengymnasium machte. Im selben Jahr trat er in Warburg in den Dominikanerorden ein. Er studierte Philosophie, Katholische Theologie und Bibliothekswissenschaft in Walberberg, Bonn, Köln und Löwen. Am 29. Juni 1974 empfing er die Priesterweihe. Von 1982 bis 1989 war er Studentenpfarrer in West-Berlin. 1989 wurde er an der Universität Louvain in Philosophie mit einer Arbeit über den Kommentar des Johannes von Sterngassen zum Sentenzenwerk des Petrus Lombardus promoviert. 1990 wurde er Studienregens der norddeutschen Dominikanerprovinz.
Von 2006 bis zu seiner Emeritierung 2019 war er Professor am Angelicum in Rom.
Er war von 1998 bis 2005 Mitglied der päpstlichen Commissio Leonina zur Edition der Werke des Thomas von Aquin. Er war Mitglied der Société Internationale pour l´Étude de la Philosophie Médiévale und der Görres-Gesellschaft. 2014 wurde ihm der Titel eines „Magister in Sacra Theologia“, die höchste wissenschaftliche Auszeichnung im Dominikanerorden, verliehen.

## Schriften (Auswahl)
- Johannes von Sterngassen O. P. und sein Sentenzenkommentar. 2 Bde. Berlin 1995.
- (Hrsg.), Omnia disce. Kunst und Geschichte als Erinnerung und Herausforderung. Willehad Paul Eckert OP zum 70. Geburtstag und Goldenen Professjubiläum. Köln 1996.
- (Hrsg.), Albertus Magnus zum Gedenken nach 800 Jahren. Neue Zugänge, Aspekte und Perspektiven. Berlin 2001.
- Wahrheit bei Albertus Magnus und Thomas von Aquin, in: Markus Enders/Jan Szaif (Hrsg.), Die Geschichte des philosophischen Begriffs der Wahrheit. de Gruyter, Berlin, New York 2006, ISBN 978-3-11-017754-1, S. 103–148.
- Thomas von Aquin und die Kirchenväter. Eine quantitative Übersicht. In: Thomas Prügl/Marianne Schlosser (Hrsg.): Kirchenbild und Spiritualität. Dominikanische Beiträge zur Ekklesiologie und zum kirchlichen Leben im Mittelalter. Festschrift für Ulrich Horst OP zum 75. Geburtstag. Paderborn 2007. 25–42.
- Meister Eckharts Straßburger Ordensauftrag, in: Meister Eckhart Jahrbuch 2 (2008), S. 17–35
- (gemeinsam mit Tiemo R. Peters), Bewahren und bewähren. Historische und politische Theologie im Anschluss an Thomas von Aquin, Mainz 2015.